# Wappen der Kolonien Portugals

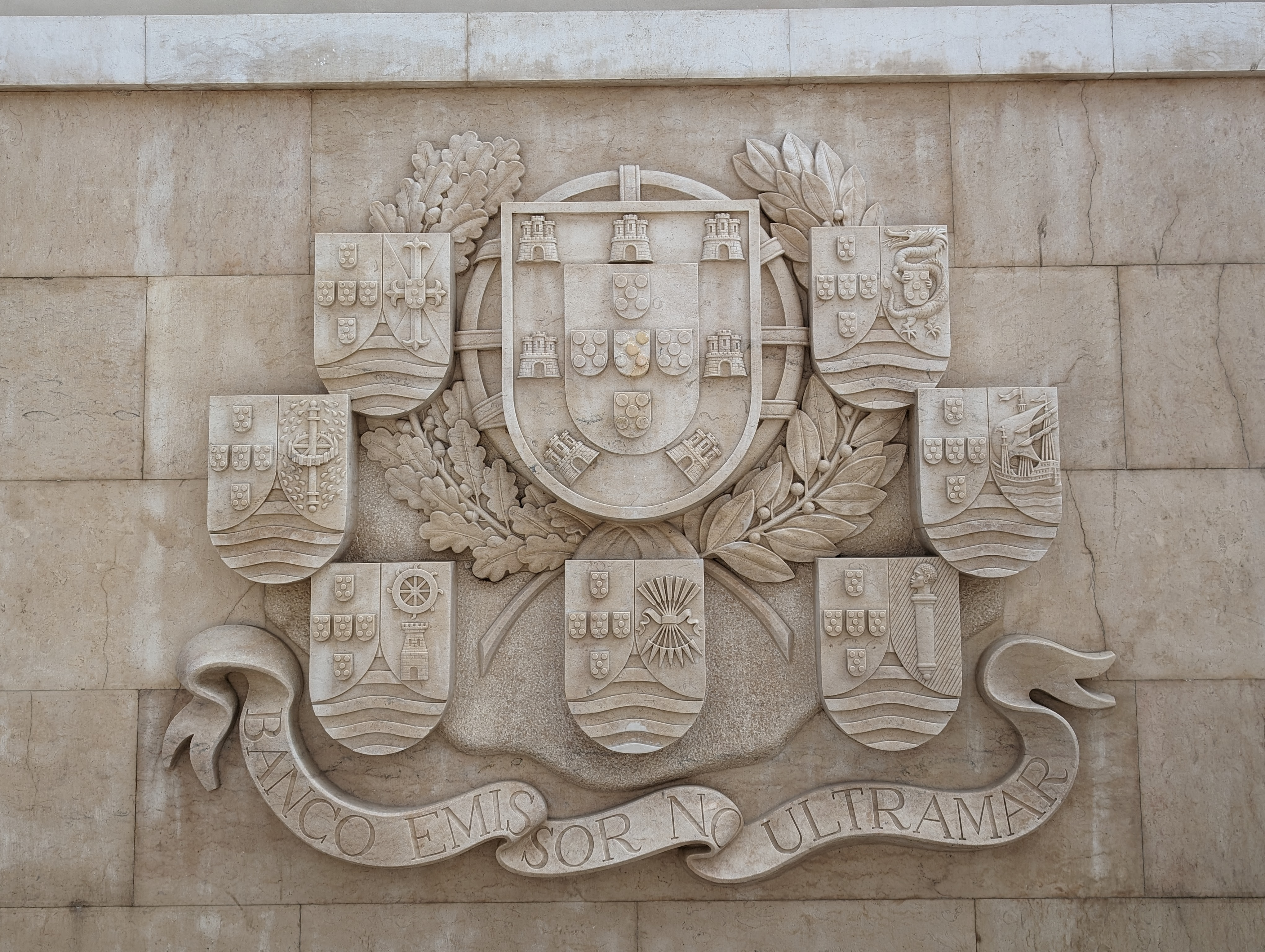
Das Wappen Portugals und seiner Überseeprovinzen (außer Angola) an der Fassade der ehemaligen Banco Nacional Ultramarino in Lissabon

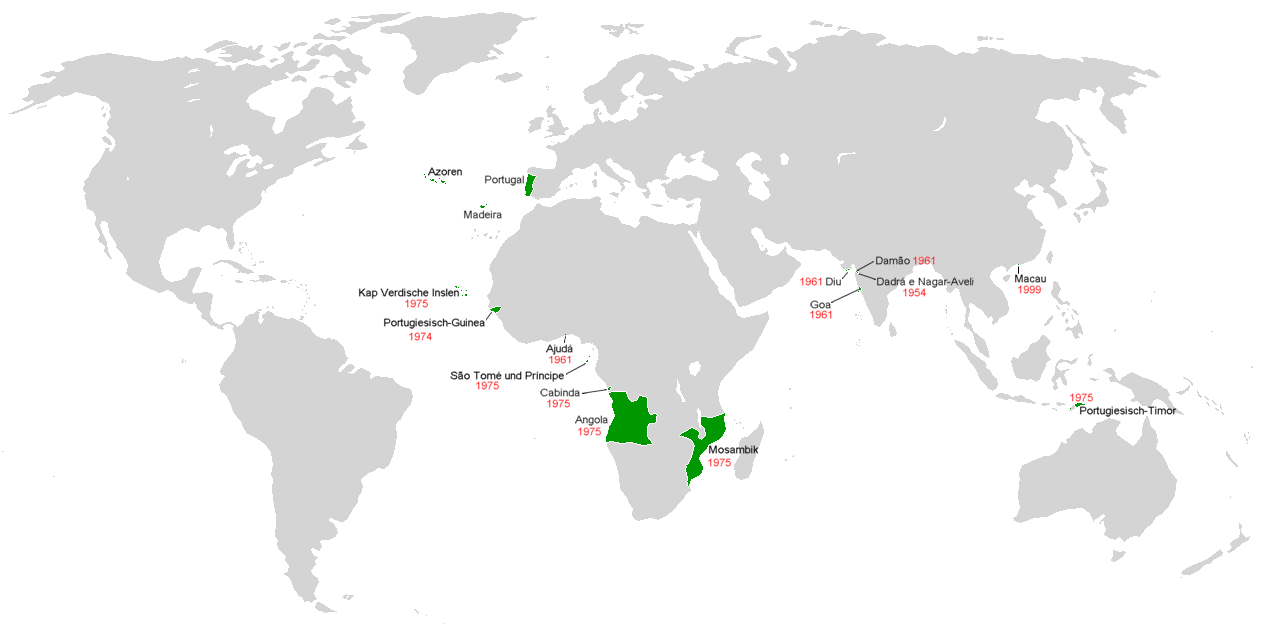
Kolonien Portugals im 20. Jahrhundert mit dem Jahr des Verlustes

Am 8. Juni 1935 erhielten alle Kolonien Portugals jeweils ein eigenes Wappen in einheitlicher Gestaltung.

## 1935 bis 1975
Alle Schilde waren dreigeteilt:
1. Im ersten Feld befinden sich auf Silber fünf blaue Schilde mit je fünf silbernen Münzen (Quinas), die ein Kreuz bilden; das zentrale Element des Wappens Portugals.
2. Das zweite Feld wurde für die einzelnen Kolonien variiert.
3. Im dritten Feld befinden sich auf Silber fünf grüne Wellen.

Die hier aufgeführten Wappenschilde wurden auch in einer großen Version der Wappen von den jeweiligen Kolonialregierungen geführt. Sie bestand aus dem Schild in einer goldenen Armillarsphäre mit einer Krone aus fünf Türmen, vier Schilden mit dem Kreuz des Christusordens und fünf kleinen Armillarsphären auf den Türmen und einem Spruchbanner auf dem „Regierung von“ (Governo de) und der Name der Kolonie stand.
Im Spruchband der großen Wappen von 1935 stand jeweils der offizielle Name der Kolonie, beginnend mit „Colónia Portuguesa“. 1951 wurden die Kolonien in Überseeprovinzen umgewandelt. Entsprechend begann der offizielle Name im Spruchband nun mit „Provín. Portuguesa“.
| Lage | Großes Wappen (1935–1951) | Großes Wappen (1951–1975) | Kleines Wappen | Kolonie                            | Beschreibung des zweiten Feldes |
| ---- | ------------------------- | ------------------------- | -------------- | ---------------------------------- | --- |
|      |                           |                           |                | Angola (Portugiesisch-Westafrika)  | Auf Purpur ein Elefant in Gold und ein Zebra. |
|      |                           |                           |                | Kap Verde                          | Grün mit drei Wellen in Silber. Darauf eine Karavelle Schwarz mit weißem Segel und goldenen Verzierungen. |
|      |                           |                           |                | Portugiesisch-Guinea               | Schwarz mit dem goldenen Zepter Königs Alfons V., dem Afrikaner, dessen Spitze der Kopf eines Mohren ziert. |
|      |                           |                           |                | Portugiesisch-Indien               | Gold mit einem schwarzen Mühlrad und einem roten Turm. |
|      |                           |                           |                | Macau                              | Blau mit einem goldenen Drachen, der eine Quina hält. Diese Version des Wappens zeigt ein Spruchband mit der Beschriftung „Regierung von Macao“ und die gemauerte Krone mit fünf Türmen, das Symbol der Hauptstadt einer portugiesischen Überseeprovinz. |
|      |                           |                           |                | Mosambik (Portugiesisch-Ostafrika) | Silber, mit einem grünen Pfeilbündel, die mit einem roten Band gebunden sind. Sie stehen für den Heiligen Sebastian, da das erste Fort auf der Ilha de Moçambique São Sebastião de Moçambique genannt wurde.                                             |
|      |                           |                           |                | São Tomé und Príncipe              | Rot mit einem goldenen Rad mit Achse einer Wassermühle und 44 Wassertropfen. |
|      |                           |                           |                | Portugiesisch-Timor                | Das Feld war Silber/Schwarz achtfach geständert mit einem silber-schwarzen Lilienkreuz, im Zentrum des Kreuzes eine Quina. Es ist das Kreuz der Dominikaner, die die erste portugiesische Siedlung auf Timor gründeten.                                  |

## Vor 1935
| Wappen | Kolonie  | Beschreibung                                                                                    |
| ------ | -------- | ----------------------------------------------------------------------------------------------- |
|        | Macau    | Drache als Symbol für das Chinesische Kaiserreich vor 1911                                      |
|        | Mosambik | Armillarsphäre in Erinnerung an König Manuel I., dem Gründer des portugiesischen Kolonialreichs |

## Vor dem 20. Jahrhundert
| Wappen | Kolonie             | Beschreibung |
| ------ | ------------------- | --- |
|        | Alagoas             | drei Meeräschen für die drei Lagunen dieser nordostbrasilianischen Region: Lagoa Mundaú, Lagoa Manguaba und Lagoa Jequiá                                   |
|        | Bahia               | Friedenstaube mit Olivenzweig |
|        | Benguela            | Elefant als Symbol für Kraft und für den Handel |
|        | Brasilien           | eine brasilianische Palme mit einem schwarzen lateinischen Kreuz                                                                                           |
|        | Ceilão              | Berge, Palmen und ein asiatischer Elefant als Machtsymbol                                                                                                  |
|        | Dili                | Bündel aus vier silbernen Hellebarden und einer goldenen Lanze, gebunden mit einem blauen Band                                                             |
|        | Funchal             | fünf Zuckerhüte (in Erinnerung an die einstige Weltmarktstellung als wichtigster Zuckerlieferant Europas) und eine Harpune (als Hinweis auf den Fischfang) |
|        | Goa                 | Mitra als Hinweis auf das Erzbistum Goa und Daman, Rad als Hinweis auf die Heilige Katharina von Alexandrien, Turm als Hinweis auf die Befestigung         |
|        | Mosambik            | sieben gebündelte Pfeile als Anspielung auf den Heiligen Sebastian, den Schutzpatron der Kolonie                                                           |
|        | Paraíba             | sechs Zuckerhüte als Hinweis auf den Zuckerrohr-Anbau |
|        | Pernambuco          | Frau mit Zuckerrohr in der einen und Spiegel (Symbol für Wahrheit) in der anderen Hand                                                                     |
|        | Rio Grande do Norte | Nandu auf Wellenlinien, die für die Flüsse Rio Potengi und Rio Açu stehen                                                                                  |
|        | Salsete             | Rad der Heiligen Katharina von Alexandrien, auf das das portugiesische Wappen aufgelegt ist                                                                |
|        | Sergipe             | Sonnensymbol des Inka Apu Inti |
|        | Terceira            | Kreuz des Christusordens mit zwei Habichten (port.: açores) als Anspielung auf den Namen Azoren (Ilhas dos Açores = Habichtsinseln)                        |